# Гаризан, Олег Фёдорович
Олег Фёдорович Гаризан (рум. и гаг. Oleg Garizan; род. 27 сентября 1971, с. Копчак, Тараклийский район, Молдавская ССР, СССР) — молдавский политик, дипломат, историк. Депутат парламента Республики Молдова (2009—2014), примар села Копчак (1999—2009, 2015— 2019, 2019-2023, с 2023 года).

## Биография
Родился 27 сентября 1971 году в селе Копчак Молдавской ССР. Отец Фёдор Фёдорович Гаризан работал главным экономистом колхоза «Победа». Мать Таисия Романовна Гаризан была завучем по воспитательной работе и преподавала историю в лицее № 1.
В 1978—1988 годах учился в Копчакской средней школе № 1, которую окончил с отличием. В том же году поступил на исторический факультет в Молдавский государственный университет.
После окончания МГУ получил распределение на работу в внешнеполитическое ведомство Министерства иностранных дел Республики Молдова.
В 1993 году прошёл курсы молодых дипломатов при МИД Турции в Анкаре.

## Карьера
В 1993—1994 годах работал в Институте национальных меньшинств Академии наук Молдавии, в отделе гагаузоведения.
В 1997—1999 годах преподавал историю в Копчакском лицее им. С. И. Барановского, занимаясь общественно политической деятельностью.
В 1999 году выиграл выборы примара села Копчак и стал самым молодым примаром в АТО Гагаузия. Поддержал сохранение единственного сохранившегося колхоза «Победа».
С 1999 по 2009 год трижды избирался примаром Копчака в качестве независимого кандидата.
В 2007 году стал одним из учредителей Международной организации «Конгресс тюркских народов». В этом же году избран вице-президентом Конгресса.
С 2009 по 2014 год трижды избирался депутатом Парламента Республики Молдова VI—VIII созывов от ПКРМ. Входил в состав парламентской комиссии по местному публичному управлению.
В начале 2014 года в качестве депутата Парламента Республики Молдова активно поддерживал идею проведения плебисцита в АТО Гагаузия по вопросу вступления в Таможенный союз. По результатам плебисцита 98,4 % жителей автономии поддержали «восточный вектор» (признан неконституционным).
В марте 2015 года баллотировался на пост башкана (главы) Гагаузии как независимый кандидат и набрал 3251 голос, что составляет 5,11%, не сумев пройти во второй тур.
В июне 2015 года стал примаром Копчака, в четвёртый раз, в качестве независимого кандидата с 60,23% голосов.
20 октября 2019 года переизбран примаром Копчака на пятый срок в качестве независимого кандидата с 74,18% голосов избирателей.
11 сентября 2020 года Олег Гаризан вместе с 12-ю примарами автономии основал Союз Примаров Гагаузии (гаг. Gagauzia Primarların Birlii, GPB) официально объединяющая примаров Гагаузии.
10 февраля 2020 года избран председателем Ассоциации примаров Гагаузии.
5 декабря 2020 года Олег Гаризан избран одним из вице-председателей Конгресса местных властей Молдовы (CALM)
19 ноября 2023 года в качестве независимого кандидата переизбран примаром Копчака в 6-й раз.GRT.MD

## Личная жизнь
Женат. Воспитывает четверых детей: Иван, Таисия, Виктор и Фёдор.